# Русское поле (песня)
«Ру́сское по́ле» — популярная песня композитора Яна Френкеля на стихи Инны Гофф, созданная в 1968 году для фильма «Новые приключения неуловимых» режиссёра Эдмонда Кеосаяна. Эта песня также известна под более коротким названием «Поле».

## История
Поле, русское поле…

Светит луна или падает снег, —

Счастьем и болью вместе с тобою.

Нет, не забыть тебя сердцем вовек.

Русское поле, русское поле…

Сколько дорог прошагать мне пришлось!

Ты моя юность, ты моя воля —

То, что сбылось, то, что в жизни сбылось.

Не сравнятся с тобой ни леса, ни моря.

Ты со мной, моё поле,

Студит ветер висок.

Здесь Отчизна моя, и скажу, не тая:

— Здравствуй, русское поле,

Я твой тонкий колосок. 
После выхода на экраны фильма «Неуловимые мстители», ставшего лидером кинопроката 1967 года в СССР, режиссёр Эдмонд Кеосаян взялся за работу над его продолжением, которое получило название «Новые приключения неуловимых». В марте 1968 года скончался композитор Борис Мокроусов, который был автором музыки к «Неуловимым мстителям», и Кеосаян пригласил для работы над «Новыми приключениями неуловимых» Яна Френкеля. Френкель написал для этого фильма две песни — «Русское поле» на стихи Инны Гофф и «Погоня» на стихи Роберта Рождественского.
Инна Гофф так вспоминала об истории создания слов песни «Русское поле»: «Написала, потому что люблю поле. Люблю русское поле, потому что родилась в России. Таких нигде и нет, наверное… Как мала суша в сравнении с „равниной моря“, так малы города в сравнении с ширью наших полей. Полей… Этот ничем не заслонённый вид на край света, из-за которого утром всплывает солнце и за которым оно прячется к ночи… Золотое шумящее поле налитых колосьев было последним мирным видением моего отрочества…».
Поэт Константин Ваншенкин, муж Инны Гофф, вспоминал, что один из композиторов, у которого уже была одноимённая песня «Русское поле», предложил Яну Френкелю изменить название его песни, и тот согласился, сократив его до просто «Поле». Тем не менее впоследствии за песней устоялось название «Русское поле».
Первая запись песни была сделана в исполнении певца Юрия Гуляева. С тех пор «Русское поле» рассматривалось как его «визитная карточка», наряду с песнями «На безымянной высоте» и «Знаете, каким он парнем был». В частности, в декабре 1971 года Гуляев выступил с песней «Русское поле» на заключительном концерте Всесоюзного телевизионного фестиваля «Песня-71», с которого началась история фестивалей «Песня года».
Фильм «Новые приключения неуловимых» вышел на экраны в 1969 году и, как и его предшественник, тоже стал лидером кинопроката в СССР. В фильме песню «Русское поле» исполнил актёр Владимир Ивашов, который играл белогвардейца — поручика Перова, адъютанта полковника Кудасова. В те времена решение режиссёра о вложении патриотической песни в уста белогвардейского офицера было довольно рискованным шагом.

## Отзывы
Поэт Михаил Матусовский так писал о Яне Френкеле и его песне: «Кто не знает его песни „Русское поле“?! Много у нас песен о Родине, её величии и размахе, просторе её полей и небес. И эта — одна из лучших». Композитор Родион Щедрин называл «Русское поле» «музыкальным символом Отчизны нашей». Поэт Расул Гамзатов писал об этой песне: «Это лучшая песня о Родине. Я бы предложил её сделать Государственным гимном России. Но вот беда, в ней нет демагогической высокопарности, столь милой официальным структурам».
Поэт Константин Ваншенкин отмечал, что песня «Русское поле» написана «чрезвычайно лично, почти интимно», гражданская тема в ней решена средствами лирики. По его словам, такие песни, как «Калина красная» и «Русское поле», «превратились в понятия, существующие сами по себе, отдельно от авторов», «принадлежат всем, устраивают все возрасты и профессии».
Певец и композитор Александр Градский называл песню «одной из самых русских композиций, которые можно было представить», несмотря на известный анекдот, в котором конферансье объявляет: «Песня „Русское поле“, слова Инны Гофф, музыка Яна Френкеля, исполняет Иосиф Кобзон».

## Исполнители
За свою историю, начиная с первых исполнений Юрия Гуляева, а также композитора Яна Френкеля и актёра Владимира Ивашова, песня «Русское поле» входила в репертуар многих известных певцов, таких как Лев Лещенко, Артур Эйзен, Евгений Беляев, Валерий Ободзинский, Иосиф Кобзон, Геннадий Каменный, Евгений Нестеренко, Дмитрий Хворостовский, Владимир Васильев и другие.